# بيل اتش-12
بيل اكس اتش-15 (بالإنجليزية: Bell H-12)‏ هي مروحية متعددة الأغراض من صناعة بيل للمروحيات. كان أول طيران لها في 1946. صنع منها 13 طائرة، وسعر الطائرة الواحدة منها هو 175.000 دولار.